# Hans F. Nöhbauer
Hans F. Nöhbauer (* 28. Oktober 1929 in Pfarrkirchen; † 28. Januar 2014 in München) war ein deutscher Journalist, Verlagslektor und Schriftsteller. Nöhbauer lebte lange Zeit in München; dort war er Mitglied der Turmschreiber und des Tukan-Kreises.
Nöhbauer studierte an der LMU München Philosophie, Literatur- und Zeitungswissenschaften und promovierte im Jahr 1956 über „Literaturkritik und Zeitschriftenwesen 1885–1914“. Nach der Promotion entschied er sich für den Journalismus und absolvierte ein Volontariat beim Dachauer Anzeiger. Nach einer Station beim Münchner Merkur in Dachau wechselte Nöhbauer zum Bayerischen Rundfunk, wo er für die Abendschau verantwortlich war. Später wechselte er unter anderem zur Süddeutschen Zeitung. Zeitweise war er auch Cheflektor des Verlages Droemer Knaur und freier Autor. Nöhbauer verfasste zahlreiche Artikel und Bücher vor allem über bayerische Geschichte und Kultur sowie die Wittelsbacher.

## Preise und Auszeichnungen
- 1985 Tukan-Preis
- 2000 Bayerischer Poetentaler
- Medaille München leuchtet

## Veröffentlichungen (Auswahl)
- Traumreise durch Bayern. Text: Hans F. Nöhbauer, Redaktion und Gestaltung: Horst Ziethen, Ziethen-Panorama-Verlag, Bad Münstereifel 2011, ISBN 978-3-934328-65-5.
- München. Fotos von Achim Bunz; 2., überarb. und erg. Auflage, Hirmer, München 2003, ISBN 3-7774-9750-9.
- Die Chronik Bayerns. 3., überarb. und aktualisierte Auflage, Chronik-Verlag, Gütersloh u. München 1994, ISBN 3-570-14430-5.
- Die Bajuwaren: die legendäre Herkunft und der fabelhafte Weg eines deutschen Stammes aus der Urzeit in die Gegenwart. Weltbild-Verlag, Augsburg 1991 (erste Auflage: Scherz-Verlag 1976), ISBN 3-89350-085-5.
- Die Wittelsbacher: Eine europäische Dynastie – eine deutsche Chronik. Moewig, [Rastatt] 1981 (erste Auflage: Scherz-Verlag 1979, ISBN 3-8118-3120-8).